# Bunkr (Bratronice)
Bunkr (označovaný A4/51/A-200) je fortifikační stavba zbudovaná pod silnicí mezi obcemi Bratronice a Dolní Bezděkov v okrese Kladno ve Středočeském kraji České republiky. Je součástí systému označovaného Pražská čára vinoucího se od Mělníka přes Slaný a Beroun až ke Slapům u řeky Vltavy, který měl za úkol zpomalit očekávaný postup německých ozbrojených sil.

## Historie
Objekt od 3. srpna do 25. září 1937 stavěla společnost Dajbych. Vzhledem k tomu, že je bunkr zbudován v těsné blízkosti potoka Loděnice, musela být během jeho výstavby ze stavební jámy odčerpávána voda a základová spára objektu má specifickou izolaci. Obsluhovat jej měla posádka o síle sedmi mužů ve složení dvou kulometčíků, dvou nabíječů, stejného počtu pozorovatelů a jednoho obsluhujícího ventilaci.
V roce 1939 po obsazení Československa německou armádou se okupanti pokusili bunkr odstřelit. Nakonec ale od svého záměru ustoupili, protože nechtěli poničit silnici, která přes něj vede. Bunkr byl pak zalit betonem a zavalen kamením. Roku 1992 jej nadšenci začali obnovovat a v roce 2012 se stal majetkem Středočeského kraje a je spravován Sládečkovým vlastivědným muzeem v Kladně, jež se podílí i na jeho provozu.
Od 23. ledna 2017 je bunkr zařazen mezi nemovité kulturní památky České republiky.

## Popis
Stavba lehkého opevnění je vybudována podle vzoru 37. Řešení jeho umístění do náspu silničního tělesa je atypické i z mezinárodního pohledu. Na obou stranách náspu jsou umístěny do boku vyčnívající střelecké místnosti. Střílny bunkru svírají úhel o velikosti 200 stupňů a jejich obsluha měla v případě bojového nasazení v podélném směru postřelovat údolí potoka. Strop bunkru je tvořen vozovkou silniční komunikace.